# Bálint Kopasz
Bálint Kopasz (Seghedino, 20 giugno 1997) è un canoista ungherese, campione olimpico ai Giochi di Tokyo 2020 e campione del mondo a Seghedino 2019 nel K1-1000 metri.

## Biografia
Ha rappresentato l'Ungheria ai Giochi olimpici estivi di Rio de Janeiro 2016 nella specialità del K1 1000 metri, dove ha concluso in decima posizione in classifica.
Ai Giochi olimpici estivi di Rio de Janeiro 2016 ha vinto l'or nel K1 1000 metri, precedendo sul podio il connazionale Ádám Varga e il portoghese Fernando Pimenta.

## Palmarès
| Anno | Manifestazione  | Sede             | Evento    | Risultato      | Prestazione | Note |
| ---- | --------------- | ---------------- | --------- | -------------- | ----------- | ---- |
| 2016 | Europei         | Mosca            | K1 1000m  | Bronzo         | 3'32"656    |      |
| 2016 | Giochi olimpici | Rio de Janeiro   | K1 1000 m | 10º (finale B) | 3'32"392    |      |
| 2017 | Europei         | Plovdiv          | K1 500m   | Bronzo         | 1'35"432    |      |
| 2017 | Europei         | Plovdiv          | K1 1000m  | Bronzo         | 3'30"336    |      |
| 2017 | Mondiali        | Račice           | K1 500m   | Finale B       | 1'38"335    |      |
| 2017 | Mondiali        | Račice           | K1 1000m  | 5°             | 3'29"809    |      |
| 2018 | Europei         | Belgrado         | K1 500m   | 9°             | 1'39"583    |      |
| 2018 | Europei         | Belgrado         | K1 1000m  | Argento        | 3'29"480    |      |
| 2018 | Mondiali        | Montemor-o-Velho | K1 1000m  | 4°             | 3'29"917    |      |
| 2019 | Giochi europei  | Minsk            | K1 1000m  | Oro            | 3'30"936    |      |
| 2019 | Giochi europei  | Minsk            | K1 5000m  | Oro            | 21'45"255   |      |
| 2019 | Mondiali        | Seghedino        | K1 1000m  | Oro            | 3'36"071    |      |
| 2021 | Giochi olimpici | Tokyo            | K1 1000 m | Oro            | 3'20"643    |      |
| 2024 | Giochi olimpici | Parigi           | K1 1000 m | Bronzo         | 3'25"680    |      |